# Nathan Seiberg
Nathan "Nati" Seiberg, né le 22 septembre 1956 à Tel Aviv-Jaffa, est un physicien théorique israélo-américain qui travaille sur la théorie des cordes. Il est actuellement professeur à l'Institut d'étude avancée à Princeton dans le New Jersey aux États-Unis.

## Distinctions
- 1996, Prix MacArthur[1]
- 1998, Prix Dannie-Heineman de physique mathématique[2]
- 2012, Prix de physique fondamentale[3]

### Source de la traduction
- (en) Cet article est partiellement ou en totalité issu de l’article de Wikipédia en anglais intitulé « Nathan Seiberg » (voir la liste des auteurs).